# 브루스 보웬

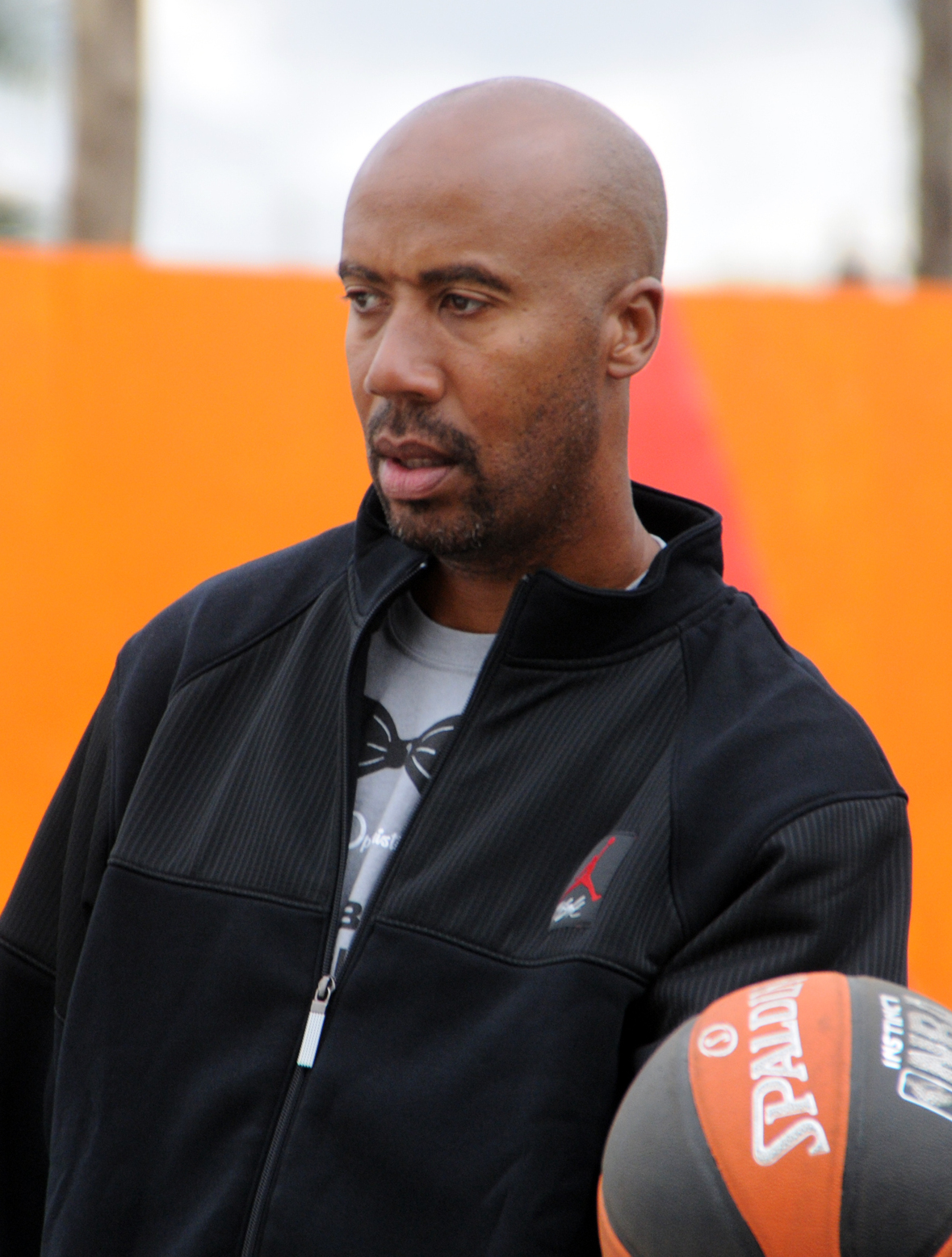

브루스 보웬(Bruce Bowen, 본명: 브루스 에릭 보웬 주니어, Bruce Eric Bowen Jr., 1971년 6월 14일 ~ )는 미국의 전직 프로 농구 선수이다. 보웬은 스몰 포워드로 활약했으며 에디슨 고등학교와 캘리포니아 주립 대학교 풀러턴을 졸업했다. 계속해서 전미 농구 협회의 마이애미 히트, 보스턴 셀틱스, 필라델피아 세븐티식서스, 샌안토니오 스퍼스, 컨티넨탈 농구 협회의 록포드 라이트닝에서 뛰었고, 프랑스에서도 해외에서 뛰었다.
NBA 역사상 가장 두려운 외곽 "록다운"(lockdown) 수비수 중 한 명인 보웬은 NBA 올 디펜시브 퍼스트 및 세컨드 팀에 8번 선출되었으며 2003년, 2005년, 2007년에 NBA 챔피언십에서 우승한 스퍼스 팀의 일원이었다. 동시에, 더티한 플레이 스타일을 가지고 있고 다른 플레이어를 위험에 빠뜨리고 있다는 비난을 자주 받았다. 경기 외적으로 보웬은 소아 비만 인식을 위한 비공식 홍보대사가 되었다.

## 프로 경력
- 르아브르(1993~1994)
- 에브뢰(1994~1995)
- 록퍼드 라이트닝(1995~1996)
- 브장송(1996-1997)
- 라이트닝으로의 복귀 (1997)
- 마이애미 히트 (1997)
- 보스턴 셀틱스 (1997-1999)
- 필라델피아 세븐티식서스(1999~2000)
- 마이애미로의 복귀(2000~2001)
- 샌안토니오 스퍼스(2001~2009)